# Basil Willey
Basil Willey (Londres, Inglaterra, 25 de julio de 1897-3 de septiembre de 1978) fue un profesor de literatura inglesa en la Universidad de Cambridge y autor de trabajos académicos tanto acerca de ese tema como sobre la historia intelectual. Ejerció también de crítico literario.

## Biografía
Nacido en Londres en 1897, se formó en la Universidad de Cambridge, concretamente en Pembroke College, a donde asistió desde 1935. Ocupó el asiento de profesor de literatura inglesa rey Eduardo VII desde 1946 hasta 1965. Asimismo, fue presidente de Pembroke desde 1958 hasta 1964. 
Su principal obra fue Darwin and Butler: Two Versions of Evolution. Fue, asimismo, miembro de la Academia Británica, la Royal Society of Literature y el Athenaeum Club londinense.

## Trabajos publicados
| - Tendencies in Renaissance Literary Theory (1922) - The Seventeenth Century Background: Studies in the Thought of the Age in Relation to Poetry and Religion (1934) - The Eighteenth Century Background : Studies on the Idea of Nature in the Thought of the Period (1940) - Nineteenth Century Studies: Coleridge to Matthew Arnold (1949) - Christianity Past and Present (1952) - More nineteenth century studies: A group of honest doubters (1956) | - The Religion of Nature (1957) - Darwin and Butler: Two Versions of Evolution: The Hibbert Lectures of 1959 (1960) - The English Moralists" (1964) - Cambridge and other Memories, 1920-1953 - Religion to-day (1969) - Samuel Taylor Coleridge (1973) |